# Sebastián Pacheco
Sebastián Pacheco (10 gennaio 1974) è un allenatore di calcio a 5 ed ex giocatore di calcio a 5 argentino.

## Carriera
Utilizzato nel ruolo di giocatore di movimento, come massimo riconoscimento in carriera ha la partecipazione con la Nazionale di calcio a 5 dell'Argentina al FIFA Futsal World Championship 1996 in Spagna dove la nazionale sudamericana è stata eliminata al primo turno nel girone comprendente Paesi Bassi, Russia e Cina.